# Ловато, Маттео
Маттео Ловато (итал. Matteo Lovato; род. 14 февраля 2000, Монселиче, Венеция) — итальянский футболист, защитник клуба «Салернитана».

## Клубная карьера
Родился 14 февраля 2000 года в Монселиче.
Занимался в академии клуба «Падова». В 2016 году перешёл в «Дженоа». С января 2018 по июнь 2019 года находился в стане «Падовы» на правах аренды.
Летом 2019 года стал полноправным игроком «Падовы». Его дебют в составе основной команды в рамках Серии С состоялся 25 августа 2019 года в матче против клуба «Виртус Верона» (3:1).
В январе 2020 года «Эллас Верона» выкупила контракт Ловато за 500 тысяч евро. В Серии А игрок дебютировал 18 июля 2020 года в матче против «Аталанты» (1:1).

## Карьера в сборной
Впервые за молодёжную сборную Италии до 21 года сыграл 12 ноября 2020 года в матче квалификации на чемпионат Европы 2021 против Исландии (2:1).

## Личная жизнь
Его младший брат — Эдоардо Ловато (род. 2001), также футболист. Выступает за клуб «Арцелла».